# 眞部利應
眞部 利應（まなべ としお、1945年5月11日 - 、略字で「真部利応」とも）は、日本の実業家。元九州電力社長、顧問であり、九州通信ネットワークの初代会長である。やらせメール事件が発覚した当時の社長であり、玄海原発の再稼働を強行に推進した。
また、 肥後銀行社外取締役でもある。
趣味はゴルフ、尺八、将棋。

## 生出および学歴
香川県 三木町 井戸村生まれ。香川県立高松高等学校を経て、1968年3月京都大学工学部電気工学科卒業。

## 職歴
- 1968年（昭和43年）4月 九州電力入社
- 1988年（昭和63年）7月 同社 企画部課長（設備計画担当）
- 1992年（平成 4年）7月 同社 企画部次長（広域運営担当）
- 1995年（平成 7年）7月 同社 工務部付 電気事業連合会出向
- 1999年（平成11年）7月 同社 解 電気事業連合会出向 企画部部長（調査担当）
- 2000年（平成12年）7月 同社 系統運用部長
- 2001年（平成13年）7月 同社 理事 系統運用部長
- 2002年（平成14年）4月 同社 理事 電力輸送本部副本部長 兼 系統運用部長
- 2002年（平成14年）6月 同社 理事 経営企画室長
- 2003年（平成15年）7月 同社 執行役員 経営企画室長
- 2004年（平成16年）6月 同社 執行役員 熊本支店長
- 2006年（平成18年）6月 同社 取締役 執行役員 電力輸送本部長
- 2007年（平成19年）6月 同社 代表取締役社長

- 2007年6月 財団法人 原子力環境整備促進・資金管理センターの理事（非常勤）[1]
- 2007年6月 肥後銀行の監査役[2]

- 2007～2008年 一般社団法人 電気学会の監事（非常勤）[3]
- 2008年7月 第５代目の在福岡フランス共和国領事館の名誉領事[4]
- 2009年6月 ホテルニューオータニ熊本の顧問[5]
- 2009年6月 独立行政法人 新エネルギー・産業技術総合開発機構の役員[6]
- 2010年7月 原子力発電環境整備機構（NUMO）の非常勤理事[7]
- 2010年7月 日中経済協会の評議員（非常勤）[8]
- 2010年12月 財団法人 日本科学技術振興財団の理事[9]
- 2010～2013年 株式会社TVQ九州放送の取締役（非常勤）[10][11]
- 2011年6月 社団法人 日本大ダム会議の理事（非常勤）[12]
- 2011年7月 社団法人 国際超電導産業技術研究センターの理事（非常勤）[13]
- 2011年7月 社団法人 民間活力開発機構の理事（非常勤）[14]

- 2007年6月[15][16][17]～2012年3月31日まで社長を務めた。翌4月1日付けで相談役に退き、6月の株主総会で取締役も辞任。

- 2013年6月21日、九州電力子会社の九州通信ネットワーク（QTNet）で取締役初代会長に就任。なお、この役職は直近の株主総会で突然設置が決められたものだという[18]。

- 2013年10月、福岡EU協会の理事[19]
- 九電ハイテックの取締役（非常勤）[20]

- 2015年6月、公益社団法人日本将棋連盟特別会員[21]
- 2015年6月、肥後銀行社外取締役[22]
- 2016年、公益社団法人日本将棋連盟の第23回大山康晴賞を受賞。